# Harutarō Murakami
Pour les articles homonymes, voir Murakami.
Harutarō Murakami (村上 春太郎, Murakami Harutarō), né le 2 janvier 1872 - décédé le 10 juin 1947, est un physicien et astronome japonais. Le cratère lunaire Murakami porte son nom depuis 1991.